# Beniamino Stella
Beniamino Stella (n. Pieve di Soligo, Italia, 18 de agosto de 1941) es un cardenal católico, doctor en derecho canónico y diplomático de la Santa Sede.
Entre 1987 y 2007 fue Nuncio Apostólico en Zaire (actual República Democrática del Congo), Cuba y Colombia.
Después fue presidente de la Academia Pontificia Eclesiástica y desde septiembre de 2013 hasta junio de 2021 fue Prefecto de la Sagrada Congregación para el Clero.

## Biografía

### Primeros años  formación
Nacido en la localidad italiana de Pieve di Soligo en la provincia de Treviso el 18 de agosto del año 1941.
Años más tarde en 1960 se trasladó a Roma, donde entró en el Pontificio Seminario Romano Maggiore y también lo compaginó con sus estudios universitarios en la Facultad de Teología y Filosofía de la Pontificia Universidad Lateranense donde se doctoró en Derecho canónico.

### Sacerdocio
El día 19 de marzo de 1966 fue ordenado sacerdote por el entonces obispo de Vittorio Veneto monseñor Albino Luciani (más tarde papa Juan Pablo I).
Tras su ordenación, inició su ministerio sacerdotal en la Academia Pontificia Eclesiástica.
A partir del año 1970, inició su carrera diplomática en el Servicio Diplomático de la Santa Sede, donde fue destinado a trabajar a la oficina de las Nunciaturas Apostólicas de Santo Domingo (República Dominicana), de Zaire (actualmente República Democrática del Congo) y de Malta.
Seguidamente fue Pro-Nuncio en la República Centroafricana y después Delegado Apostólico en Chad.

## Episcopado
El 21 de agosto de 1987, el papa Juan Pablo II, lo nombró arzobispo titular de la diócesis argelina de Midila.
Recibió la consagración episcopal el 5 de septiembre de ese mismo año en la Basílica de San Pedro de la Ciudad del Vaticano, a manos del papa Juan Pablo II y teniendo como co-consangrantes al diplomático de la Santa Sede (más tarde cardenal) Eduardo Martínez Somalo y al entonces obispo de Angers monseñor Jean Pierre Marie Orchampt.
También el 7 de noviembre de 1987, fue nombrado Nuncio Apostólico en Zaire (actual República Democrática del Congo), el 15 de diciembre de 1992 Nuncio Apostólico en Cuba, hasta el 11 de febrero de 1999 que pasó a ser Nuncio Apostólico en Colombia.
Más adelante, el 13 de octubre de 2007, Benedicto XVI lo nombró Presidente de la Academia Pontificia Eclesiástica.

### Cardenalato
Posteriormente, el 21 de septiembre de 2013, el papa Francisco lo nombró Prefecto de la Sagrada Congregación para el Clero.
Fue creado cardenal por el papa Francisco en el consistorio celebrado el 22 de febrero de 2014. El 1 de mayo de 2020 fue promovido al Orden de los Obispos del Colegio Cardenalicio, asignándole la Sede suburbicaria de Porto-Santa Rufina.
El 10 de febrero de 2015 fue nombrado miembro del Pontificio Comité para los Congresos Eucarísticos Internacionales ad quinquennium.
El 10 de mayo de 2016 fue nombrado miembro de la Pontificia Comisión para el Estado de la Ciudad del Vaticano.
El 30 de junio de 2016 fue nombrado miembro de la Secretaría para la Comunicación.
El 6 de septiembre de 2016 fue nombrado miembro de la Congregación para el Culto Divino y la Disciplina de los Sacramentos, y el 25 de octubre, miembro de la Congregación para la Doctrina de la Fe.
El 18 de agosto de 2016 fue confirmado como prefecto de la Congregación para el Clero donec aliter provideatur.
El 8 de agosto de 2017 fue nombrado miembro de la Congregación para la Evangelización de los Pueblos.
El 16 de abril de 2019 fue confirmado como miembro de la Congregación para las Causas de los Santos usque ad octogesimum annum y el 26 de abril, de la Congregación para los Obispos usque ad octogesimum annum.
El 28 de mayo de 2019 fue confirmado como miembro de la Congregación para los Institutos de Vida Consagrada y las Sociedades de Vida Apostólica usque ad octogesimum annum.
El 28 de enero de 2020 fue confirmado como miembro del Comité Pontificio para los Congresos Eucarísticos Internacionales usque ad octogesimum annum.
El 11 de junio de 2021 cesó como Prefecto de la Congregación para el Clero, por límite de edad.